# Wystawa mieszkaniowa w Weißenhof

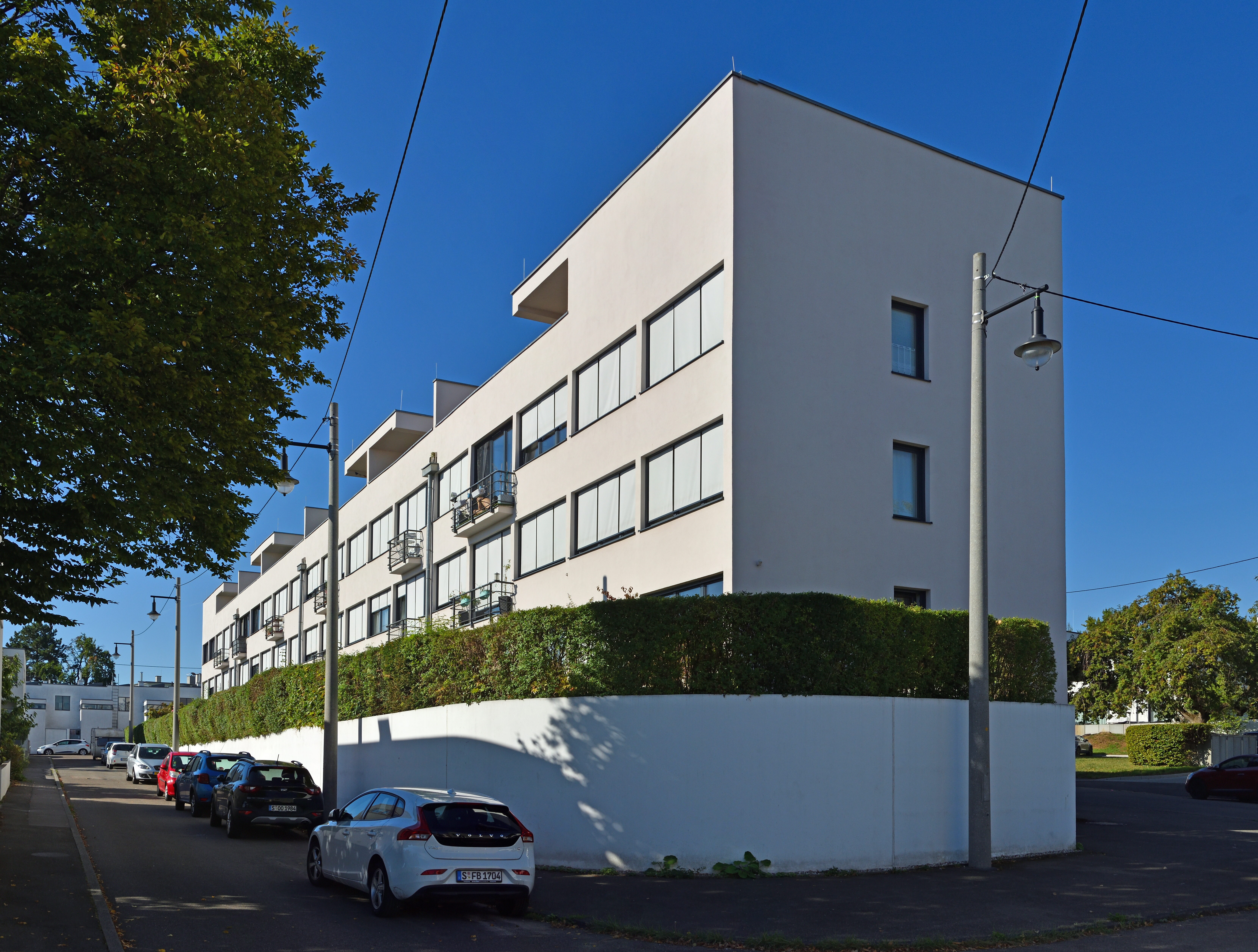
Weissenhof: L. Mies van der Rohe, budynek wielorodzinny

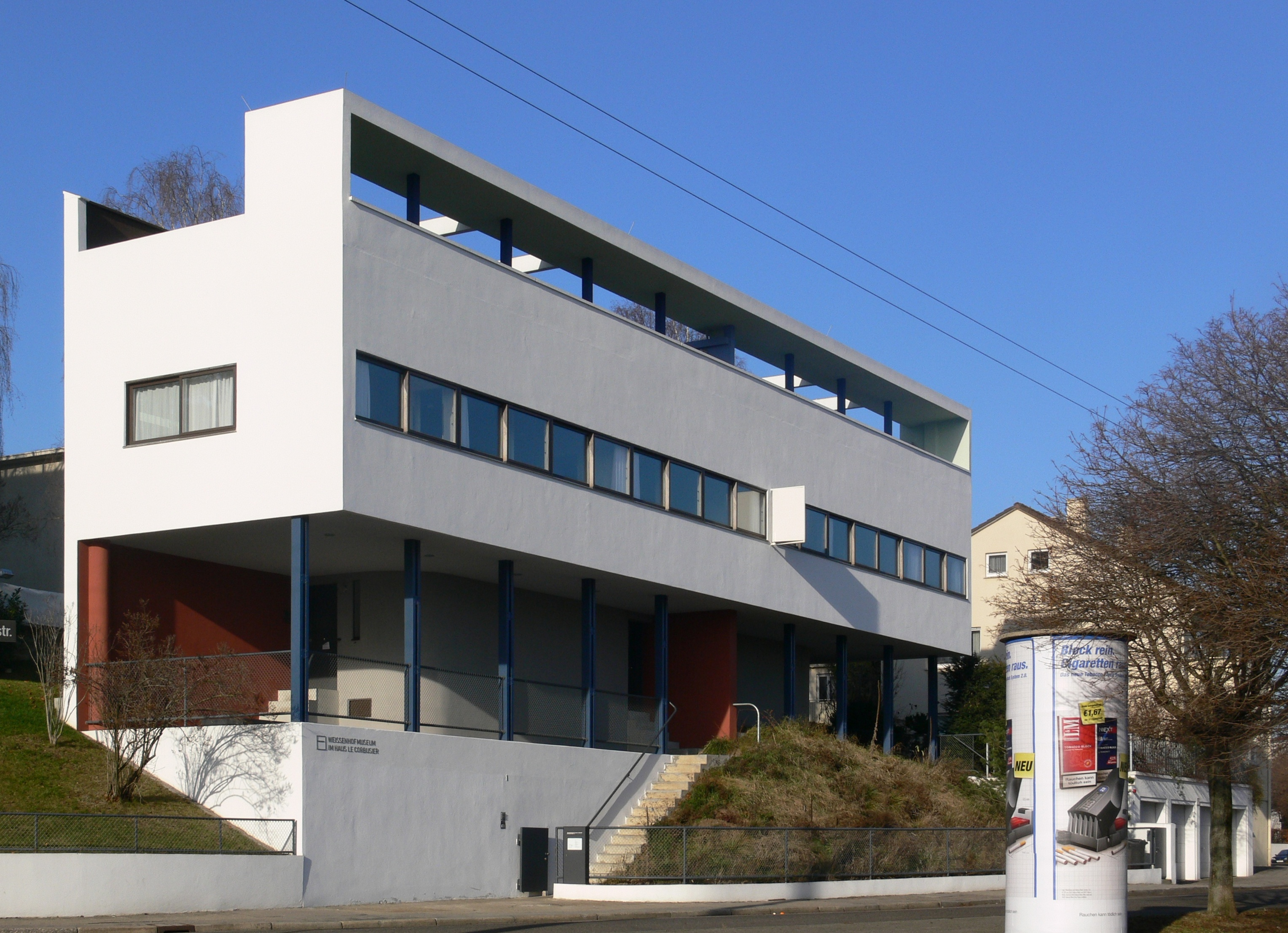
Weissenhof: Le Corbusier i P. Jeanneret, dom bliźniaczy

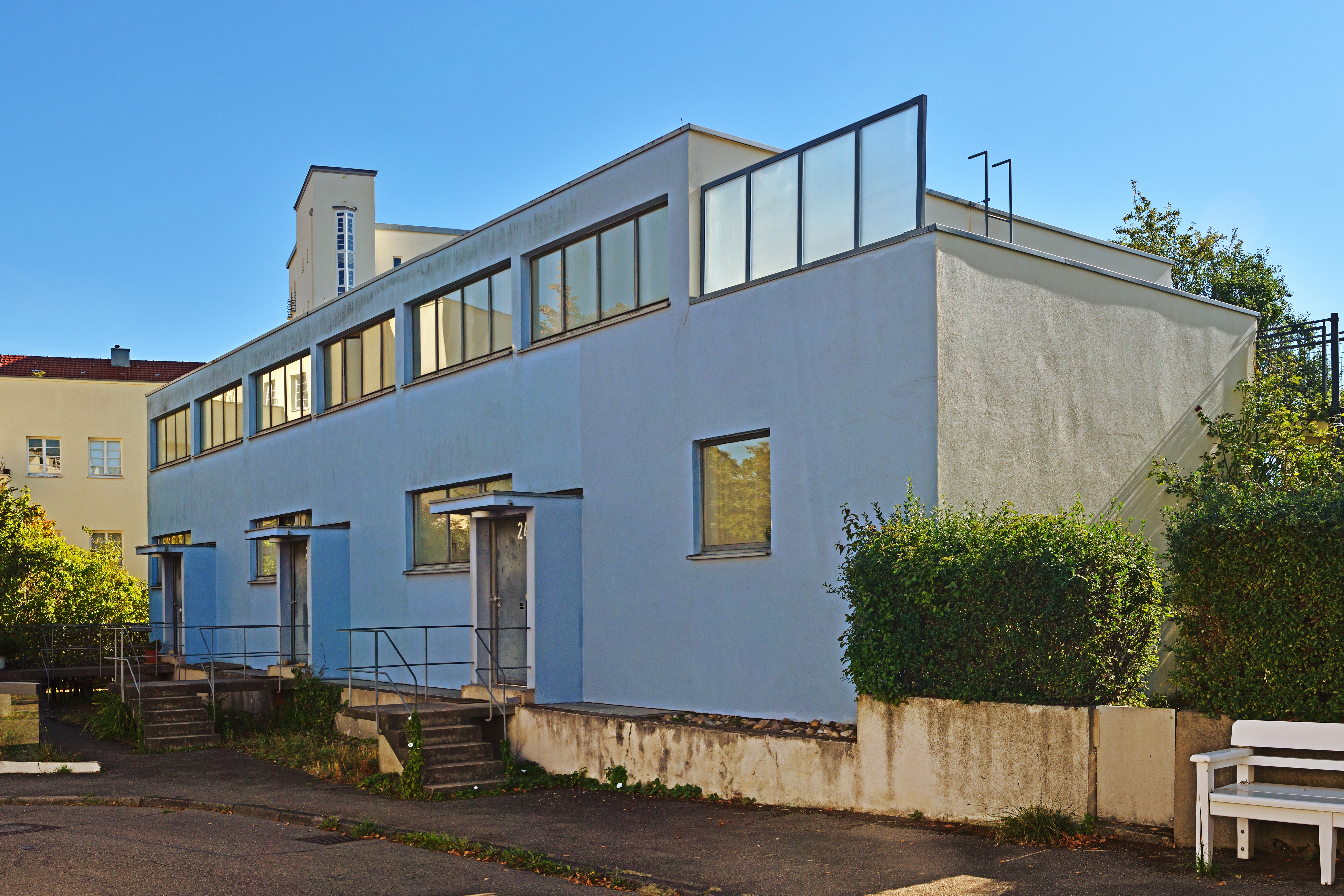
Weissenhof: M. Stam, dom szeregowy

Wystawa mieszkaniowa na osiedlu Weissenhof (Stuttgart), Weissenhofsiedlung, została zorganizowana w 1927 przez Werkbund na wzgórzu w północnej części Stuttgartu. Autorem urbanistycznej koncepcji osiedla był Ludwig Mies van der Rohe; pełnił też kierownictwo artystyczne. Nadzór nad realizacją projektu powierzono Richardowi Döckerowi.

## Opis osiedla i historia
Wystawa składała się z kilkunastu modelowych domów jednorodzinnych wolno stojących, szeregowych i wielorodzinnych, które projektowali różni architekci, posiadających jednak stosunkowo jednolity wyraz architektoniczny dojrzałego modernizmu. Budynki posiadały płaskie dachy, duże okna, prawie wszystkie miały kubiczne kształty i gładkie, białe elewacje.
Typy domów uwzględniały potrzeby różnych warstw społecznych, w tym wykształconej klasy średniej. Funkcjonalne rozwiązania wnętrz miały na celu ułatwienie prowadzenia gospodarstwa domowego, a w konsekwencji umożliwienie kobiecie podjęcia pracy zawodowej.
Prace projektowe trwały od wiosny 1925 r. do wiosny 1927 r. W ciągu 4,5 miesiąca wybudowano 33 domy. Wzniesienie osiedla kosztowało 1,482 mln marek.
Domy po zakończeniu wystawy zostały zasiedlone. Przykładowe czynsze były następujące:
- za 120-metrowy dom autorstwa Le Corbusiera i Pierre’a Jeannereta – 417 marki miesięcznie;
- za 48-metrowe mieszkanie autorstwa Miesa van der Rohe – 94 marki miesięcznie[a][2].

Osiedle od czasu powstania było wyśmiewane przez ówczesną prasę. Po przejęciu władzy przez nazistów postanowiono osiedle wyburzyć, w tym celu rząd rzeszy kupił je od miasta. Ze względu na początek wojny z planów zrezygnowano. Ponieważ w czasie II wojny światowej na terenie osiedla zorganizowano punkty obrony przeciwlotniczej, część budynków ucierpiała w nalotach.
Po wojnie rozebrano nawet lekko uszkodzone budynki, zaś pozostałe poddano dość przypadkowym przebudowom. Na wolnych działkach wzniesiono w latach 50. nowe budynki. W 1958 osiedle uzyskało status zabytku, a w latach 80. przeprowadzono renowację zachowanych obiektów i przywrócono stan zbliżony do pierwotnego. Renowacji poddano również dom bliźniaczy Le Corbusier i Jeannereta, wyposażenie wnętrza połowy domu zostało zrekonstruowane i udostępnione do zwiedzania.

## Uczestnicy wystawy
- Peter Behrens
- Victor Bourgeouis
- Le Corbusier i Pierre Jeanneret
- Richard Döcker
- Josef Frank
- Walter Gropius
- Ludwig Hilberseimer
- Ludwig Mies van der Rohe
- Jacobus Johannes Pieter Oud
- Hans Poelzig
- Adolf Rading
- Hans Scharoun
- Adolf Gustav Schneck
- Mart Stam
- Bruno Taut